# SlideShare
SlideShareは、Web_2.0ベースのスライドホスティングサービスである。利用者はPowerPointやPDF、Keynote、LibreOfficeのプレゼンテーションファイルをアップロードできる。2006年10月4日に公開を開始し、YouTubeに似たウェブユーザインタフェースのスライド版として知られている。当初は商用資料の社内共有を目的としていたが、次第に娯楽目的の一般利用者が急増した。現在はスライド以外にも文章や動画、Web会議にも対応し、 ファイルへの評価やコメント、共有機能も有している。
推定で月毎に5800万人のユニークユーザを有している。有名な利用ユーザとして、ホワイトハウス、アメリカ航空宇宙局、世界経済フォーラム、ヒューレット・パッカード、IBMがいる。